# Parco nazionale di Ivindo
Il parco nazionale di Ivindo è un parco nazionale nel Gabon centro-orientale nell'Africa centrale, a cavallo del confine tra le province di Ogooué-Ivindo e Ogooué-Lolo. La sua creazione è stata annunciata nell'agosto 2002 dall'allora presidente Omar Bongo al Summit della Terra a Johannesburg, insieme agli altri 12 parchi nazionali terrestri del Gabon. Famoso soprattutto per le spettacolari cascate Kongou e Mingouli del fiume Ivindo, conosciute come le “meraviglie di Ivindo”, il parco comprende anche la riserve della biosfera di Ipassa Makokou e Langoué Baï, una delle 5 radure forestali più importanti dell'Africa centrale. L'Institut de Recherche en Écologie Tropicale (IRET), un istituto di ricerca tropicale sotto l'autorità del Centre national de la recherche scientifique et technologique (CENAREST), si trova nel nord del parco, a 12 km dalla città più vicina, Makokou, mentre la Langoué Research Station, gestita dalla Wildlife Conservation Society (WCS) si trova nel sud a pochi chilometri da Langoué Baï.
Le caratteristiche fisiche del parco sono determinate dal fiume Ivindo, il principale affluente dell'Ogooué, dal monte Kingué (749 m) e dal monte Ngouadi (870 m). Le precipitazioni medie sono di 1672 mm annui, con picchi di piovosità tra settembre e dicembre, e febbraio e maggio. Stagionalmente si verificano violenti temporali, che talvolta possono generare tornado localizzati, soprattutto sull'altopiano di Ipassa; i problemii causati da questo effetto possono essere dovuti al fatto che questa foresta assomiglia superficialmente alla foresta secondaria. La temperatura media è di 23,9 °C (misurata a Makokou a pochi chilometri dal confine settentrionale del parco), con variazione stagionale di circa 3,3 °C.
Il parco copre 300.000 ettari, quasi tutti boschivi con una miscela di foresta costiera atlantica della Bassa Guinea e foresta semidecidua tipica del bacino centrale del Congo. La fauna selvatica comprende il gorilla di pianura occidentale, lo scimpanzé comune, il bufalo africano della foresta, il maiale del fiume rosso, il sitatunga, nonché una delle ultime popolazioni intatte di elefanti della foresta. Tra le specie di uccelli degne di nota figurano il picatarte collogrigio, mentre all'interno del parco sono state registrate più di 430 specie di uccelli.

## Storia
Dal 2001, prima della creazione del parco, il WCS ha studiato e protetto la regione meridionale del parco, concentrata a Langoué Bai, con il sostegno dell'attuale Agenzia dei Parchi Nazionali del Gabon (ANPN). Nel 2004 il WCS ha costruito un campo apposito a 3 km da Langoué Bai, con alloggi e uffici per ricercatori, fornendo importanti spunti sull'ecologia di Bai e una presenza protettiva contro i bracconieri.
Nel luglio 2021 il parco è stato designato come patrimonio dell'umanità dell'UNESCO.